# Dieter Läpple (Künstler)
Dieter Läpple (* 26. November 1938 in Oberheimbach, Gemeinde Maienfels, Württemberg; † 6. März 2019) war ein deutscher Bildhauer und Kunsterzieher.

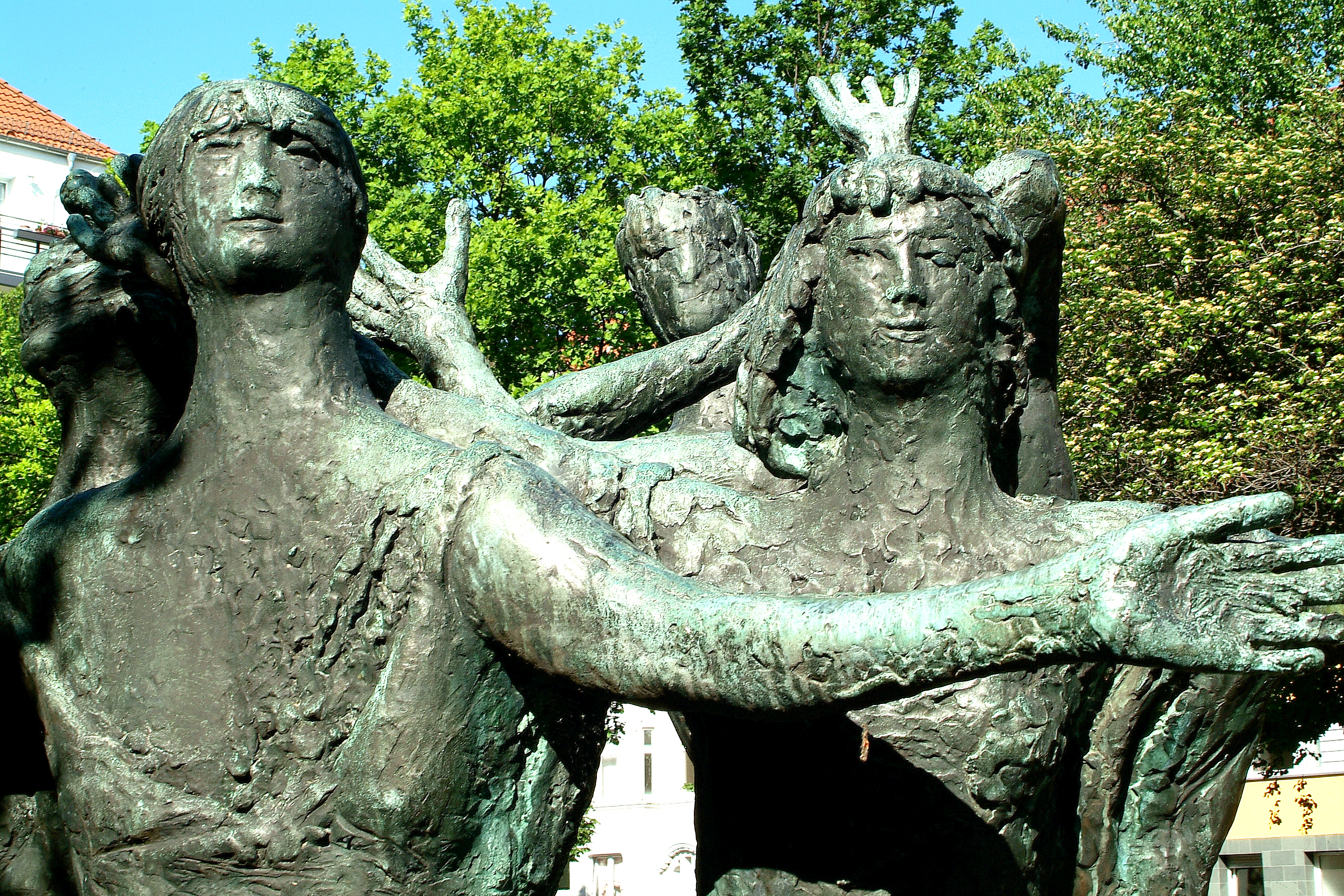
Die Freude, 1966, vor der Rosa-Parks-Schule in Hannover (Foto 2012)

## Leben

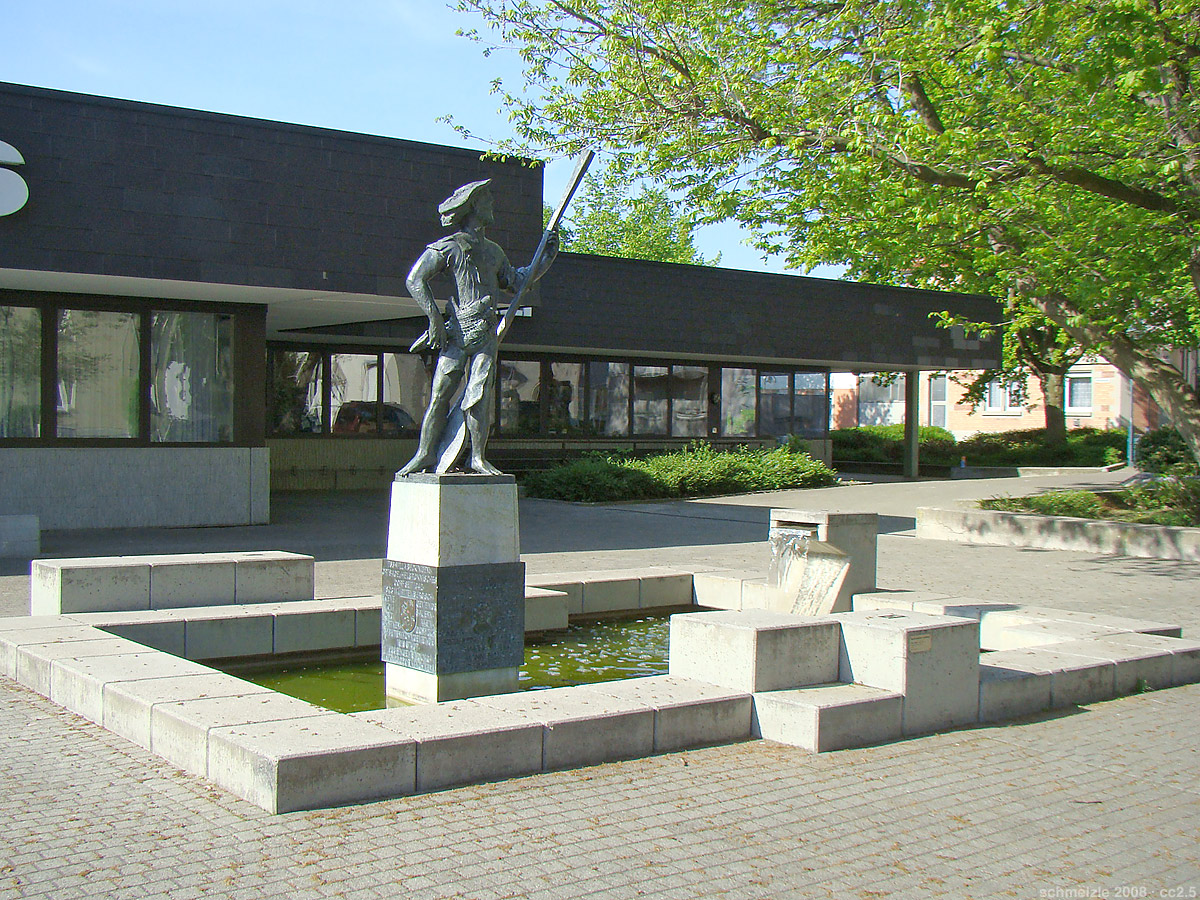
Seeräuberbrunnen von 1975 in Heilbronn-Böckingen (2008)

Dieter Läpple legte 1958 in Heilbronn seine Abiturprüfung ab. Von 1958 bis 1963 studierte bei Rudolf Daudert an der Staatlichen Akademie der Bildenden Künste in Stuttgart und begann 1960 eine Lehre als Steinmetz.
1963 und 1964 war Läpple Assistent am Lehrstuhl für Modellieren und Aktzeichnen an der Technischen Hochschule Braunschweig. Als freischaffender Künstler wirkte er von 1965 bis 1970 in Hannover.
1965 gewann er den Wettbewerb zur Gestaltung des Käthchenbrunnens in Heilbronn. Seine für den Brunnen geschaffene Figur des Käthchens von Heilbronn sorgte für eine längere Kontroverse unter der Bevölkerung, die sich in zahlreichen Leserbriefen an die Heilbronner Stimme niederschlug. Der Brunnen wurde 1989 abgebaut, die Figur war weiterhin in Heilbronn aufgestellt, wurde allerdings im Herbst 2013 wegen einer Baustelle von ihrem Standort beim Fleischhaus entfernt und bis auf Weiteres im Alten Milchhof eingelagert. Seit September 2016 steht die Skulptur wieder ganz in der Nähe des ursprünglichen Standorts, zwischen Neckar, Marrahaus und Fleischhaus.
Seit 1971 lebte und arbeitete Läpple in Heilbronn. Zahlreiche seiner Werke fanden in der Stadt und im Umland Aufstellung im öffentlichen Raum. In Heilbronn betreibt er auch die Heilbronner Akademie der schönen Künste – Dieter Läpple, an der man eine klassische Ausbildung mit Diplom zum Maler und Bildhauer absolvieren kann. Am Theodor-Heuss-Gymnasium unterrichtete er zudem als Kunstlehrer.
2009 „beerdigte“ Läpple die „Moderne Kunst“ und wandte sich wieder der Ausdrucksform der Schönen Künste zu.
2011 war Läpple in der RTL-Sendung "Mitten im Leben" zu sehen, in der seine Beziehung zu einer Thailänderin thematisiert wurde.

## Ausstellungen
Dieter Läpple war regelmäßig beteiligt an den Frühjahrs- und Herbstausstellungen des Kunstvereins Hannover und an Kollektiv-Ausstellungen in Heilbronn und Göttingen.

## Werke

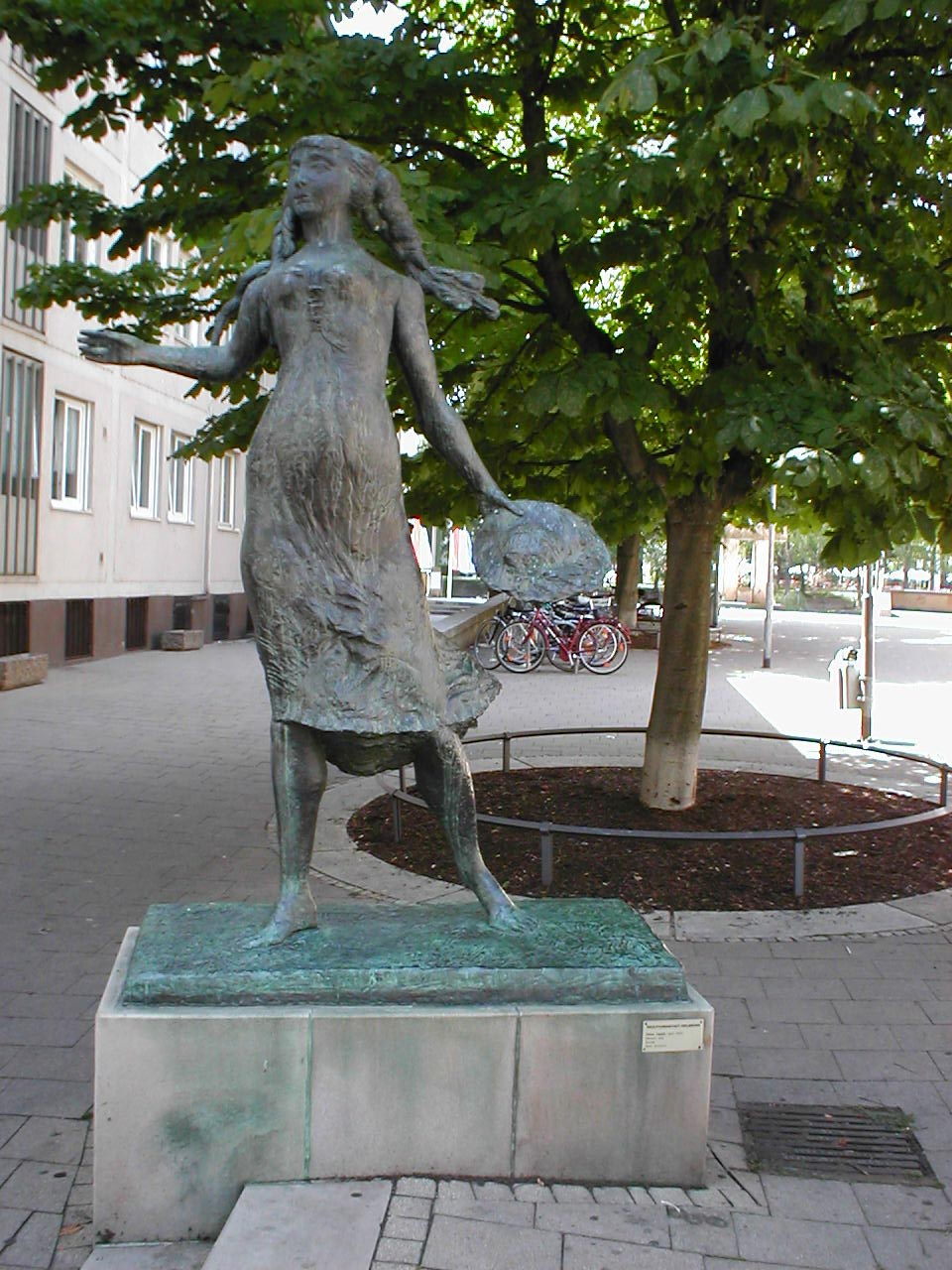
Käthchenskulptur von 1965 in Heilbronn (2006)

### Plastiken
Zahlreiche Arbeiten Läpples finden sich in privatem und öffentlichem Besitz, darunter:
- Himmlische Stadt, Radleuchter in der Heilbronner Nikolaikirche.
- Käthchen, 1965, Skulptur in Heilbronn
- Die Freude, 1966, Skulptur an der Volksschule Isernhagener Straße (Hannover), Höhe 250 cm[4]
- Drei Wassernixen, 1968, Brunnen in Wolfenbüttel
- Winzerinnen und Erzgießer, 1972, Brunnen in Neckarsulm
- Jonasbrunnen, 1974, Maienfels
- Seeräuberbrunnen, 1975, Heilbronn-Böckingen
- Mechitabrunnen, 1979, Möckmühl
- Drei-Grazien-Brunnen, 1984, Bad Urach
- Linsafamer-Brunnen, 1988, Heilbronn-Neckargartach
- Wickenthies-Brunnen, 1990, Burgdorf (Region Hannover)
- Buttenträger und Winterin, 1991, Rathausbrunnen in Bretzfeld

### Schriften
- Heinz Diekmann, Katalog zur Ausstellung vom 12. September bis 24. Okt. 1965, Städtisches Museum Göttingen, Göttingen 1965